# Сикорский, Казимеж
Казимеж Сикорский (пол. Kazimierz Sikorski; 28 июня 1895, Цюрих — 23 июля 1986, Варшава) — польский композитор, музыковед, педагог.
Учился в Варшаве, Львове и Париже. В 1927—1939 годах преподавал в Варшавской консерватории. В 1945—1951 годах ректор Высшей школы музыки в Лодзи. В 1951—1966 годах профессор теории музыки и композиции Варшавской консерватории. В 1954—1959 годах также председатель польского Союза Композиторов. Среди учеников — Анджей Пануфник, Збигнев Вишневский, Тадеуш Бэрд, Иоанна Бруздович и другие.
Творческое наследие Сикорского включает четыре симфонии, ряд инструментальных концертов, из которых наиболее известен кларнетный (1947), три струнных квартета и секстет, хоровую музыку.
Сын — композитор Томаш Сикорский (1939—1988).

## Теоретические труды
- Инструментоведение (1932)
- Гармония (1949)
- Контрапункт (1957)

## Основные произведения
- Симфония № 1 (1919)
- Симфония № 2 (1921)
- Популярная увертюра (1945)
- Симфоническое аллегро (1946)
- Концерт для кларнета с оркестром (1947)
- Концерт для валторны с оркестром (1948)
- Stabat Mater для баса, хор и органа (1950)
- Кантата «Цветочный горшок» (1951)
- Симфония № 3 (1953)
- Концерт для флейты с оркестром (1957)
- Концерт для тромбона, струнного оркестра и ударных (1960)
- Полифонический концерт для фагота с оркестром (1965)
- Концерт для гобоя с оркестром (1967)
- Симфония № 4 (1971)
- Концерт для тромбона с оркестром (1973)
- Музыка в полутени для фортепиано с оркестром (1978)